# Ericaphis louisae
Ericaphis louisae är en insektsart som beskrevs av Pike 2003. Ericaphis louisae ingår i släktet Ericaphis och familjen långrörsbladlöss. Inga underarter finns listade i Catalogue of Life.